# Liergues
Liergues este o comună în departamentul Rhône din sud-estul Franței. În 2009 avea o populație de 1.820 de locuitori.

## Evoluția populației
| An        | 1975 | 1982 | 1990  | 1999  | 2006  | 2009  |
| --------- | ---- | ---- | ----- | ----- | ----- | ----- |
| Populație | 864  | 954  | 1.189 | 1.392 | 1.633 | 1.820 |